# Melinopterus longipes
Melinopterus longipes är en skalbaggsart som beskrevs av Bengt-Olof Landin 1949. Melinopterus longipes ingår i släktet Melinopterus och familjen Aphodiidae. Inga underarter finns listade i Catalogue of Life.